# Nierodzim

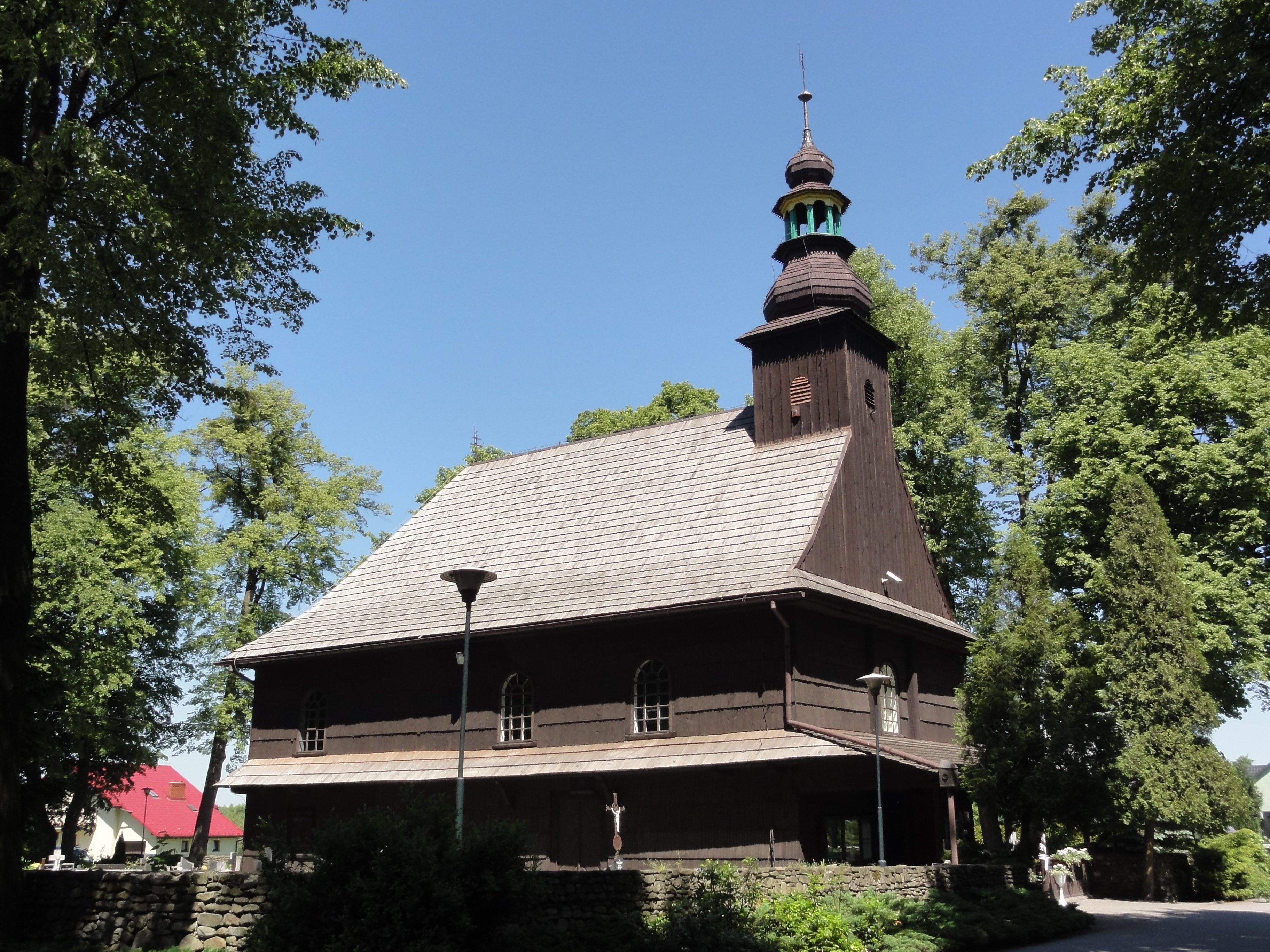
Katholische Kirche

Nierodzim (früher auch Nierodzin; deutsch Nerodzim) ist ein Stadtteil (Osiedle) von Ustroń im Powiat Cieszyński der Woiwodschaft Schlesien, Polen.

## Geographie
Nierodzim liegt im Schlesischen Vorgebirge (Pogórze Śląskie), an der Weichsel, etwa 5 km nördlich des Stadtzentrums.
Das Dorf hatte eine Fläche von etwa 430 ha.

## Geschichte
Der Ort liegt im Olsagebiet (auch Teschner Schlesien, polnisch Śląsk Cieszyński).
Der Ort wurde 1439 als Nerodzim erwähnt. Der Name ist abgeleitet vom Vornamen des Urbesitzers Nierodzim.
Politisch gehörte das Dorf ursprünglich zum Herzogtum Teschen, die Lehnsherrschaft des Königreichs Böhmen, seit 1526 in der Habsburgermonarchie.
Nach 1540 erfolgte unter Wenzel III. Adam die Reformation und eine Holzkirche wurde von Lutheranern gebaut. Eine Sonderkommission enteignete sie am 16. April 1654.
Nach der Aufhebung der Patrimonialherrschaften bildete es ab 1850 eine Gemeinde (mit Bładnice Górne) in Österreichisch-Schlesien, Bezirk Bielitz und Gerichtsbezirk Skotschau. In den Jahren 1880–1910 stieg die Einwohnerzahl von 578 im Jahre 1880 auf 626 im Jahre 1910 an; es waren überwiegend polnischsprachige (zwischen 98,4 % und 99,3 %), auch deutschsprachige (10 oder 1,6 % im Jahre 1910). Im Jahre 1910 waren 57 % evangelisch, 42,1 % römisch-katholisch; es gab 6 Juden.
1920 nach dem Zusammenbruch der k.u.k. Monarchie und dem Ende des Polnisch-Tschechoslowakischen Grenzkriegs kam Nierodzim zu Polen. Unterbrochen wurde dies nur durch die Besetzung Polens durch die Wehrmacht im Zweiten Weltkrieg.
Nierodzim wurde am 1. Januar 1973 mit der Stadt Ustroń eingemeindet.

## Verweise